# Baix Penedès
El Baix Penedès és una comarca catalana del Penedès, que té com a capital el Vendrell. És una de les quatre comarques en què va quedar dividit el Penedès en la divisió comarcal de 1936 i una de les quatre també en què ha quedat dividida la vegueria del Penedès aprovada el 2017.
Limita amb l'Alt Camp pel nord; amb l'Alt Penedès i el Garraf per l'est; amb la Mediterrània pel sud, i amb el Tarragonès per l'oest.

## Descripció orogràfica
Al nord recolza en l'erecció del Montmell (861 m alt.), i la seva prolongació per Aiguaviva (752 m alt.) i el puig de l'Àguila (705 m alt.), que constitueixen una avançada damunt la Depressió Prelitoral Catalana de la serralada del mateix nom. Uns altres contraforts de la mateixa serralada formen el coll de Rubiola (360 m), el pujol de Santa Cristina (400 m) i el de Sant Antoni d'Albinyana (407 m), que en conjunt dibuixen l'arc orogràfic de la perifèria comarcal per ponent i fan de confí amb la vall del Gaià i el Camp de Tarragona. A la costa, l'extrem ponentí de la Serralada Litoral Catalana, constituïda pel massís de Garraf, declina amb la serra del Mig de Calafell (222 m) i desapareix, i deixa el Baix Penedès obert al mar. La superfície del pla del Vendrell és de sedimentació quaternària, dipositada damunt sediments miocènics, els quals emergeixen a clapetes i en una faixa que constitueix la base de les ereccions calcàries cretàcies que formen les muntanyes del gran arc perifèric indicat de ponent i nord. A la banda de mar, el miocènic suporta dolomies i calcàries cretàcies, que són la darrera expressió de cara a ponent del massís de Garraf.

## Vegetació
La vegetació, mediterrània litoral poc humida, es reparteix entre dos dominis climàcics: el de la màquia de garric i margalló a la terra baixa, especialment als sòls eixuts i poc profunds, i el de l'alzinar, de tendència una mica muntanyenca. Actualment una gran part del país és coberta per garrigues o per brolles de romaní i bruc d'hivern, aquestes darreres sovint ombrejades per un bosc poc dens de pi blanc.

## Evolució demogràfica i econòmica
El 1857 el Baix Penedès tenia 14.892 h, i l'any 1900 havien ascendit a 18.752. La crisi de la fil·loxera originà un col·lapse que es prolongà fins al 1940, el qual situà la comarca a 14.942 h, xifra gairebé exacta a la del 1857. Durant el decenni 1981-91 la població cresqué el 28,1%; i del 1991 al 2001 (61.256 h), el 58%. Aquest creixement —un dels més alts del conjunt de les comarques catalanes— és degut principalment al menor impacte de la crisi per les característiques del turisme comarcal —que en bona bona part depèn de les segones residències—, i a un augment de la població empadronada a la comarca que continua treballant a l'àrea de Barcelona, gràcies a la millora de les comunicacions, i que ocupa la que abans era la segona residència. En 1991-2001 tots els municipis guanyaren població, si bé l'augment més espectacular fou el de Cunit (162%). En molts municipis s'enregistraren increments compresos entre el 50% i més del 100% (Albinyana, Bellveí, Calafell, Santa Oliva, el Vendrell). La capital, el Vendrell, amb 30.225 h (2005; 23.744 h el 2001), concentra el 37,8% de la població comarcal. Juntament amb Calafell (18.905 el 2005; 13.503 el 2001) concentren el 61,4% del total de la població. Per edats, el 2005 el 15,2% de la població tenia menys de 15 anys, el 70,7% era població adulta i el 14,1% sobrepassava els 65 anys. El 2005, d'un total de 26.731 actius ocupats el 3,7% treballava en el sector primari, el 21,5% en el secundari, el 16,7% en la construcció i el 58% en els serveis. L'any 2000, per l'aportació al PIB, el 2,8% corresponia a l'agricultura, el 33,4% a la indústria, el 15,6% a la construcció i el 48,2% als serveis. L'agricultura, que el 1970 ocupava el 23,1% de la població activa, ha experimentat una davallada molt intensa.
La superfície agrícola utilitzada (SAU) representa (1999) el 25% de la superfície comarcal, el 90% de la qual correspon a terres conreades, principalment de secà, on predomina la vinya (3.970 ha el 2003), que fa possible la consolidació d'una notable activitat vitivinícola (Baix Penedès és una de les comarques catalanes que elabora vins amb la Denominació d'Origen Penedès). Segueixen en importància les oliveres (2.251 ha), mentre que els garrofers i els ametllers han retrocedit molt.. Pel que fa a la ramaderia, tenen una importància discreta l'oví i el porcí. La indústria es concentra al Vendrell. Des dels anys setanta, la millora de les infraestructures ha permès la localització de noves indústries procedents sobretot de l'entorn barceloní i atretes per la bona situació geogràfica, els preus relativament baixos del sòl i l'existència de mà d'obra adequada. El sector dominant és el de la metal·lúrgia, seguit de l'alimentació. La construcció ha estat, des dels anys vuitanta, un dels motors de la comarca, que es beneficia tant dels nous residents procedents de l'àrea de la rodalia de Barcelona o Tarragona, on continuen treballant, com de l'auge de la construcció de segones residències, que el 1991 triplicaven amb escreix els habitatges principals. Del sector terciari, el turisme i l'hoteleria, amb 43 establiments hotelers, amb 3.456 places; 6 càmpings, amb 4.303 places, i 2 residències cases de pagès, amb 17 places més, n'eren la branca principal. El turisme es concentra sobretot als tres municipis costaners de la franja litoral. Les comunicacions són fàcils amb la resta del Penedès i, per la costa, amb el Tarragonès.

## Infraestructures
Travessen la comarca la carretera general de Barcelona a València, amb un trajecte que coincideix amb el de la via Augusta del període romà, i des del 1973, l'autopista AP-7 (aleshores A-7), igualment de Barcelona a València, que es bifurca a Sant Jaume dels Domenys en la A-2 (Barcelona-Lleida). A l'altura de Sant Vicenç de Calders la AP-7 es bifurca en l'autopista del Garraf (C-32), també en direcció a Barcelona, paral·lela al litoral. A Sant Vicenç de Calders s'uneixen el ferrocarril de Barcelona a Tarragona per Vilafranca i el de la costa de Garraf a l'estació de Sant Vicenç de Calders, d'on parteix el ramal de Roda de Berà.

## Cultura
Les tradicions culturals de la comarca del Baix Penedès són molt riques i variades i tenen un fort arrelament entre la seva gent.
Per altra banda és una terra que ha donat grans personalitats al món de la cultura i en la que podem trobar vestigis de poblament molt antics.

### Gastronomia
La comarca gaudeix d'una cuina típica amb plats com:
- el xató
- la coca enramada (coca de recapte)
- el bull de tonyina

Entre les postres destaquen:
- els bufats
- les orelletes

### Castellers
Els castellers, una manifestació de la cultura tradicional catalana, tenen al Baix Penedès una de les tradicions castelleres més llargues de Catalunya.
Al Vendrell, que és la capital de comarca, hi ha un monument dedicat als castellers.
La comarca disposa de diverses colles castelleres:
- els Nens del Vendrell (creada el 1926)
- els Minyons de l'Arboç
- la Colla Nova del Vendrell (desapareguda el 2004)
- colla castellera la Bisbal del Penedes BOUS (creada 2015)

Les concentracions castelleres més importants de la comarca es fan cada any per la Mare de Déu d'Agost a la Bisbal del Penedès i al quart diumenge d'agost, a l'Arboç, amb la participació de les millors colles del país.

### Personatges importants
El Baix Penedès ha donat rellevants personalitats que han contribuït al món de la cultura.
| Municipi                | Habitants |
| ----------------------- | --------- |
| Albinyana               | 2.200     |
| Arboç, l'               | 5.063     |
| Banyeres del Penedès    | 2.696     |
| Bellvei                 | 1.840     |
| Bisbal del Penedès, la  | 3.142     |
| Bonastre                | 584       |
| Calafell                | 21.871    |
| Cunit                   | 11.102    |
| Llorenç del Penedès     | 2.085     |
| Masllorenç              | 503       |
| Montmell, el            | 1.341     |
| Sant Jaume dels Domenys | 2.136     |
| Santa Oliva             | 2.988     |
| Vendrell, el            | 33.340    |

Alguns dels que cal destacar han estat:
- Àngel Guimerà (1845-1924): escriptor (fill adoptiu; ell era canari de naixement però el seu pare era del Vendrell). Al Vendrell es pot visitar la seva casa pairal: cal Guimerà.
- Pau Casals (1876-1973): músic i compositor. A Sant Salvador es pot visitar la seva casa convertida en Museu: la vila Casals i també l'Auditori Pau Casals.
- Aureli Maria Escarré (1908-1968): abat de Montserrat. El seu poble, l'Arboç, li va dedicar un monument l'any 1978. Es pot visitar la seva casa pairal al carrer Major.
- Josep Cañas i Cañas (1905-2001) Banyeres del Penedès fou un dibuixant i escultor català. El seu aprenentatge fou autodidacte, tot i que va fer alguns cursos a l'Escola d'Arts i Oficis de Vilanova amb Damià Torrents i el seu amic Joaquim Mir. Els seus primers quadres són de temàtica mediterrània i camperola.

## Geografia

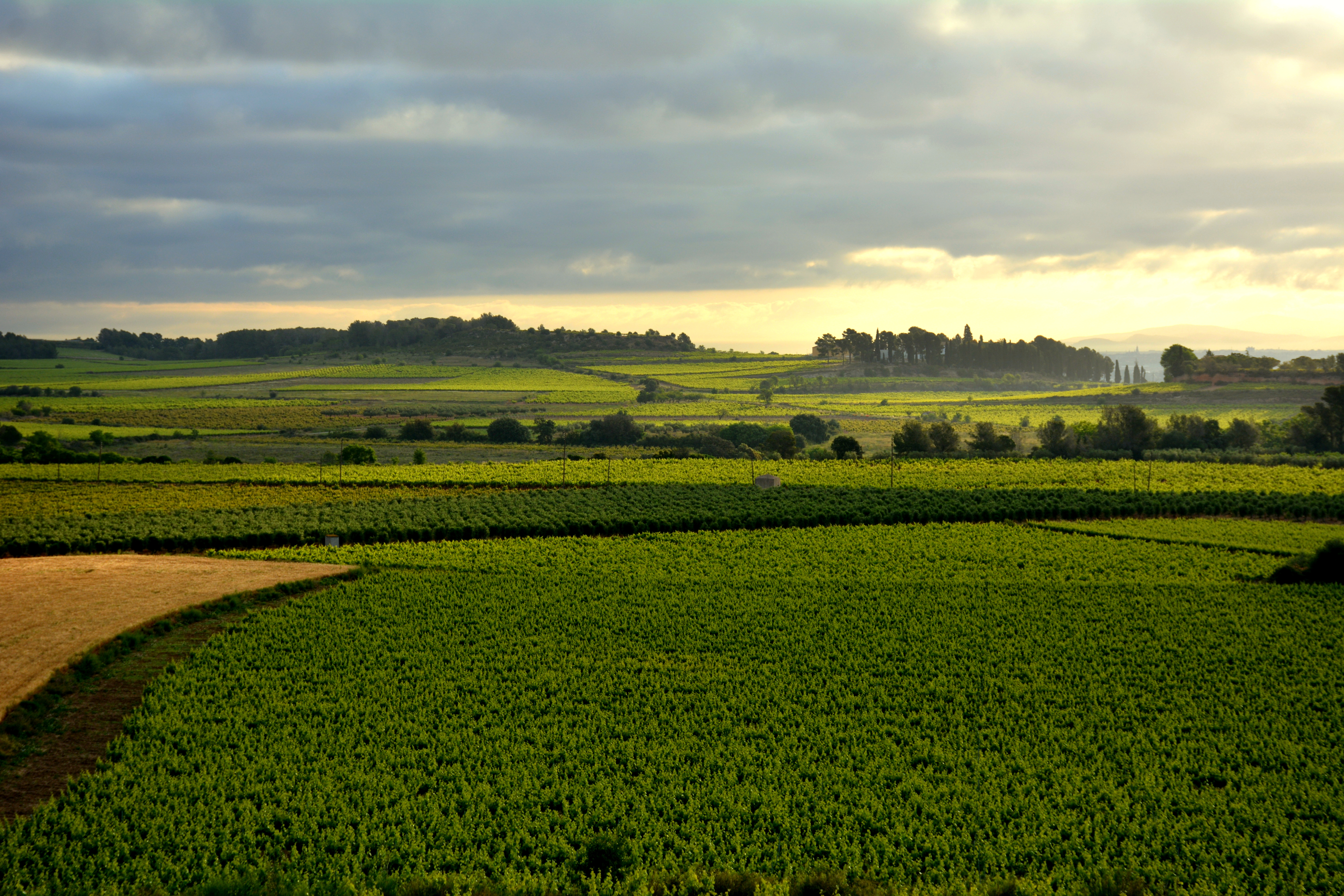
Baix Penedès

### Poblament
La comarca del Baix Penedès ha estat habitada des d'època prehistòrica, trobem vestigis d'això per exemple a Calafell: a la Balma de la Graiera (del Paleolític superior), la Cova Foradada (de l'Epipaleolític) i la cova de Mas Romeu (del Bronze antic).
Entre els segles VIII ac i el III aC va estar habitada pels ibers de la tribu dels cossetans. Encara queden restes dels seus poblats a diversos llocs de la comarca i se n'han excavat nombrosos jaciments, d'entre els quals destaquen:
- La Ciutadella de Calafell
- Can Canyís, a Banyeres del Penedès
- Les Guàrdies, al Vendrell
- La petita granja del Fondo d'en Roig, a Cunit

També hi ha nombrosos monuments històrics així com construccions i jaciments arqueològics que van des d'època prehistòrica fins a l'actualitat.
Aquests són els jaciments arqueològics de la comarca del Baix Penedès:
| Nom                 | Municipi |
| ------------------- | -------- |
| Cementiri Municipal | Calafell |
| Cova Foradada       | Calafell |
| Mas de l'Espasa     | Calafell |

### Demografia
| 1497 f | 1515 f | 1553 f | 1717  | 1787  | 1857   | 1877   | 1887   | 1900   | 1910   |
| ------ | ------ | ------ | ----- | ----- | ------ | ------ | ------ | ------ | ------ |
| 278    | 320    | 386    | 2.918 | 7.891 | 16.680 | 17.507 | 18.565 | 18.752 | 18.424 |

| 1920   | 1930   | 1940   | 1950   | 1960   | 1970   | 1981   | 1990   | 1992   | 1994   |
| ------ | ------ | ------ | ------ | ------ | ------ | ------ | ------ | ------ | ------ |
| 17.930 | 17.582 | 16.157 | 16.229 | 17.341 | 22.258 | 29.607 | 38.132 | 39.238 | 39.238 |

| 1996   | 1998   | 2000   | 2002   | 2004   | 2006   | 2008   | 2010   | 2012    | 2014    |
| ------ | ------ | ------ | ------ | ------ | ------ | ------ | ------ | ------- | ------- |
| 47.550 | 50.597 | 56.843 | 64.612 | 73.665 | 85.756 | 95.644 | 99.786 | 101.138 | 100.262 |

| 2016   | 2018    | 2020 | 2022 | 2024    | 2026 | 2028 | 2030 | 2032 | 2034 |
| ------ | ------- | ---- | ---- | ------- | ---- | ---- | ---- | ---- | ---- |
| 99.813 | 102.409 | -    | -    | 118.595 | -    | -    | -    | -    | -    |

Un estudi recent de la Universitat do Porto (Portugal) posa en relleu el Baix Penedès com una de les regions d'Europa, on les persones grans - especialment dones - tenen una major taxa de supervivència.

## Clima
El clima del Baix Penedès és Mediterrani de tipus Litoral Sud, excepte al Montmell on és de tipus Prelitoral Sud. La precipitació mitjana anual està entre els 550 mm i 650 mm i es registren els òptims a 
l'àrea del Montmell. Els màxims es donen clarament a la tardor i els mínims a l'hivern i a l'estiu. Tèrmicament els hiverns són moderats amb temperatures mitjanes de 7 °C a 9 °C, i els estius calorosos, 
al voltant dels 24 °C de mitjana, donant com a resultat una amplitud tèrmica anual entre mitjana i alta. Només hi pot glaçar entre els mesos de novembre i març.
L'estació més plujosa és la tardor, en el curs de la qual cau un 40% de la pluja anual. La primavera en proporciona el 25%, i la resta es reparteix entre les altres dues estacions. La màxima pluviositat es dona al setembre (20% del total anual) i la mínima al juliol (2%). Neva algun any a l'hivern, però amb poc gruix de neu. La nebulositat és escassa. La xarxa hidrogràfica resta reduïda a la riera del Vendrell, que desemboca a la mar; les de Sant Jaume dels Domenys i de Marmellar ho fan al riu de Foix i als petits cursos superficials dels termes de Calafell i de Cunit, que sorgeixen de la serralada costanera.

## Política

### Consell comarcal
| Candidatura | Candidatura                          | Cap de llista       | Vots   | Regidors | % vots |
| ----------- | ------------------------------------ | ------------------- | ------ | -------- | ------ |
|             | Partit dels Socialistes de Catalunya | Joan Sans i Freixas | 12.757 | 13       | 28,96% |
|             | Junts per Catalunya                  |                     | 6.806  | 7        | 15,45% |
|             | Esquerra Republicana de Catalunya    |                     | 7.920  | 7        | 17,98% |
|             | Ciutadans - Partit de la Ciutadania  |                     | 3.958  | 3        | 8,99%  |
|             | Partit Popular de Catalunya          |                     | 1.675  | 1        | 3,8%   |
|             | Catalunya en Comú                    |                     | 1.504  | 1        | 3,41%  |
|             | Candidatura d'Unitat Popular         |                     | 1.448  | 1        | 3,29%  |
|             | Altres                               |                     | 6.667  | -        |        |
| Total       | Total                                | 42.735              | 42.735 | 33       |        |

El president del Consell Comarcal del Baix Penedès és, des del 2019, l'alcalde de l'Arboç Joan Sans i Freixas del PSC.

### Composició dels ajuntaments
| Composició dels ajuntaments 2019 - 2023 | Composició dels ajuntaments 2019 - 2023 | Composició dels ajuntaments 2019 - 2023 | Composició dels ajuntaments 2019 - 2023 | Composició dels ajuntaments 2019 - 2023 | Composició dels ajuntaments 2019 - 2023 | Composició dels ajuntaments 2019 - 2023 | Composició dels ajuntaments 2019 - 2023 | Composició dels ajuntaments 2019 - 2023 | Composició dels ajuntaments 2019 - 2023 | Composició dels ajuntaments 2019 - 2023 | Composició dels ajuntaments 2019 - 2023 | Composició dels ajuntaments 2019 - 2023 | Composició dels ajuntaments 2019 - 2023 | Composició dels ajuntaments 2019 - 2023 |                    |
| | Alcaldia                                | Alcaldia                                | Composició del ple                      | Composició del ple                      | Composició del ple                      | Composició del ple                      | Composició del ple                      | Composició del ple                      | Composició del ple                      | Composició del ple                      | Composició del ple                      | Composició del ple                      | Composició del ple                      | Composició del ple                      | Composició del ple |
| Municipi | Alcalde                                 | Partit                                  | Junts                                   | PSC                                     | ERC                                     | CUP                                     | CeC                                     | C's                                     | FIC                                     | PP                                      | Altres                                  | Total                                   |                                         |                                         |                    |
| --- | --------------------------------------- | --------------------------------------- | --------------------------------------- | --------------------------------------- | --------------------------------------- | --------------------------------------- | --------------------------------------- | --------------------------------------- | --------------------------------------- | --------------------------------------- | --------------------------------------- | --------------------------------------- | --------------------------------------- | --------------------------------------- | ------------------ |
| |                                         |                                         |                                         |                                         |                                         |                                         |                                         |                                         |                                         |                                         |                                         |                                         |                                         |                                         |                    |
| Albinyana | Joaquim Nin                             | Junts                                   | 6                                       | 3                                       | 1                                       | –                                       | –                                       | 1                                       | –                                       | 0                                       | –                                       | 11                                      |                                         |                                         |                    |
| L'Arboç | Joan Sans i Freixas                     | PSC                                     | 2                                       | 8                                       | 2                                       | 1                                       | –                                       | 0                                       | –                                       | –                                       | –                                       | 13                                      |                                         |                                         |                    |
| Banyeres del Penedès | Amadeu Benach i Miquel                  | ERC                                     | 2                                       | 3                                       | 5                                       | –                                       | 1                                       | –                                       | –                                       | 0                                       | –                                       | 11                                      |                                         |                                         |                    |
| Bellvei | Gerard Colet i Mañé                     | +bv                                     | 3                                       | 3                                       | –                                       | –                                       | –                                       | 1                                       | –                                       | –                                       | 4a                                      | 11                                      |                                         |                                         |                    |
| La Bisbal del Penedès | Agnès Ferré i Cañellas                  | Junts                                   | 6                                       | 2                                       | 1                                       | –                                       | –                                       | –                                       | 1                                       | –                                       | 1b                                      | 11                                      |                                         |                                         |                    |
| Bonastre | Ester Bartra i Urpí                     | Junts                                   | 3                                       | 2                                       | 2                                       | –                                       | –                                       | –                                       | –                                       | –                                       | –                                       | 7                                       |                                         |                                         |                    |
| Calafell | Ramon Ferré i Solé                      | PSC                                     | 2                                       | 9                                       | 4                                       | 2                                       | 1                                       | 2                                       | –                                       | 1                                       | 0c                                      | 21                                      |                                         |                                         |                    |
| Cunit | Dolors Carreras i Casany                | PSC                                     | 4                                       | 5                                       | 3                                       | 0                                       | 2                                       | 3                                       | –                                       | 0                                       | 0d                                      | 17                                      |                                         |                                         |                    |
| Llorenç del Penedès | Jordi Marlès Ribas                      | Junts                                   | 5                                       | 2                                       | 1                                       | 3                                       | –                                       | –                                       | –                                       | –                                       | –                                       | 11                                      |                                         |                                         |                    |
| Masllorenç | Joan Miró Andreu                        | Junts                                   | 3                                       | –                                       | –                                       | –                                       | –                                       | –                                       | –                                       | –                                       | 4e                                      | 7                                       |                                         |                                         |                    |
| El Montmell | José María Roldán Lirola                | Ara                                     | 0                                       | 3                                       | 0                                       | –                                       | –                                       | –                                       | –                                       | –                                       | 6f                                      | 9                                       |                                         |                                         |                    |
| Sant Jaume dels Domenys | Joan Ignasi López Vila                  | ERC                                     | 3                                       | 1                                       | 3                                       | –                                       | –                                       | –                                       | –                                       | –                                       | 4g                                      | 11                                      |                                         |                                         |                    |
| Santa Oliva | Josep Carreras i Benach                 | ERC                                     | 0                                       | 4                                       | 4                                       | –                                       | 2                                       | 1                                       | –                                       | 0                                       | –                                       | 11                                      |                                         |                                         |                    |
| El Vendrell | Kenneth Martínez Molina                 | PSC                                     | 2                                       | 7                                       | 6                                       | –                                       | 1                                       | 2                                       | 1                                       | 0                                       | 2h                                      | 21                                      |                                         |                                         |                    |
| Total | Total                                   | Total                                   | 41                                      | 52                                      | 32                                      | 6                                       | 7                                       | 10                                      | 2                                       | 1                                       | 21                                      | 172                                     |                                         |                                         |                    |
| Font: Ministerio del interior |                                         |                                         |                                         |                                         |                                         |                                         |                                         |                                         |                                         |                                         |                                         |                                         |                                         |                                         |                    |
| a + Bellvei: 5 regidors b Ara La Bisbal del Penedès: 1 regidor c Convergents: 0 regidors, Primàries: 0 regidors i IZQP: 0 regidors d Centrats pel canvi: 0 regidors e UM (Units per Masllorenç): 3 regidors i ApM (Alternativa per Masllorenç): 1 regidor f Ara Catalunya: 6 regidors g Convergents: 4 regidors h Primàries: 2 regidors, Convergents: 0 regidors, VOX: 0 regidors, Ara: 0 regidors, SOMI: 0 regidors, IZQP: 0 regidors |                                         |                                         |                                         |                                         |                                         |                                         |                                         |                                         |                                         |                                         |                                         |                                         |                                         |                                         |                    |